# Veronique Storme
Veronique Storme (24 juni 1967) is een Belgische voormalige atlete, die gespecialiseerd was in het hordelopen. Zij werd eenmaal Belgisch kampioene.

## Loopbaan
Storme nam in 1985 op de 100 m horden deel aan de Europese kampioenschappen U20. Ze werd uitgeschakeld in de series. In 1989 werd ze op dit nummer Belgisch kampioene.
Storme was aangesloten bij Hermes Club Oostende. Nadien werd ze clubtrainster bij AC Deinze.

## Belgische kampioenschappen
Outdoor
| Onderdeel    | Jaar |
| ------------ | ---- |
| 100 m horden | 1989 |

## Persoonlijke records
Outdoor
| Onderdeel    | Prestatie | Wind | Datum        | Plaats  |
| ------------ | --------- | ---- | ------------ | ------- |
| 100 m horden | 13,58 s   |      | 17 juli 1994 | Brussel |

## Palmares

### 60 m horden
- 1991:  BK indoor AC – 8,63 s
- 1993:  BK indoor AC – 8,64 s

### 100 m horden
- 1985: 6e series EK U20 te Cottbus – 14,30 s
- 1989:  BK AC – 13,74 s
- 1989: 7e Memorial Van Damme – 13,79 s
- 1991:  BK AC – 13,80 s
- 1992:  Nacht van de Atletiek – 13,90 s
- 1992:  BK AC – 13,6 s
- 1993:  BK AC – 13,69 s
- 1994:  BK AC - 13,60 s